# Himalmeria
Genre
Himalmeria est un genre de collemboles de la famille des Neanuridae.

## Distribution
Les espèces de ce genre se rencontrent en Himalaya.

## Liste des espèces
Selon Checklist of the Collembola of the World (version du 16 octobre 2019) :
- Himalmeria (Himalmeria) Cassagnau, 1984
  - Himalmeria gurung Cassagnau, 1984
  - Himalmeria karmapa Cassagnau, 1984
  - Himalmeria ornata Cassagnau, 1984
- Himalmeria (Yetimeria) Cassagnau, 1984
  - Himalmeria armata Cassagnau, 1984
  - Himalmeria arunensis Cassagnau, 1984
  - Himalmeria cervicornis Cassagnau, 1984
  - Himalmeria cuneata Cassagnau, 1993
  - Himalmeria digitata Cassagnau, 1984
  - Himalmeria elegans Cassagnau, 1984
  - Himalmeria flabellifera Cassagnau, 1984
  - Himalmeria foliata Cassagnau, 1993
  - Himalmeria himalayana (Yosii, 1966)
  - Himalmeria jaljalensis Cassagnau, 1984
  - Himalmeria lama Cassagnau, 1984
  - Himalmeria lanata Cassagnau, 1984
  - Himalmeria musifera Cassagnau, 1984
  - Himalmeria rostrata Cassagnau, 1984
  - Himalmeria sikkimensis Cassagnau, 1984
  - Himalmeria smetanai Cassagnau, 1984
  - Himalmeria spatulata Cassagnau, 1984

## Publication originale
- Cassagnau, 1984 : Introduction à l’étude des phylliomeriens (Collemboles Neanurinae): diagnoses préliminaires des espèces. Travaux du Laboratoire d'Écobiologie des Arthropodes Édaphiques Toulouse, vol. 4, no 3, p. 1-30.